# Josh fight
 (mars 2022).
La mise en forme du texte ne suit pas les recommandations de Wikipédia : il faut le « wikifier ».
Les points d'amélioration suivants sont les cas les plus fréquents. Le détail des points à revoir est peut-être précisé sur la page de discussion.
- Les titres sont pré-formatés par le logiciel. Ils ne sont ni en capitales, ni en gras.
- Le texte ne doit pas être écrit en capitales (les noms de famille non plus), ni en gras, ni en italique, ni en « petit »…
- Le gras n'est utilisé que pour surligner le titre de l'article dans l'introduction, une seule fois.
- L'italique est rarement utilisé : mots en langue étrangère, titres d'œuvres, noms de bateaux, etc.
- Les citations ne sont pas en italique mais en corps de texte normal. Elles sont entourées par des guillemets français : « et ».
- Les listes à puces sont à éviter, des paragraphes rédigés étant largement préférés. Les tableaux sont à réserver à la présentation de données structurées (résultats, etc.).
- Les appels de note de bas de page (petits chiffres en exposant, introduits par l'outil «  Source ») sont à placer entre la fin de phrase et le point final[comme ça].
- Les liens internes (vers d'autres articles de Wikipédia) sont à choisir avec parcimonie. Créez des liens vers des articles approfondissant le sujet. Les termes génériques sans rapport avec le sujet sont à éviter, ainsi que les répétitions de liens vers un même terme.
- Les liens externes sont à placer uniquement dans une section « Liens externes », à la fin de l'article. Ces liens sont à choisir avec parcimonie suivant les règles définies. Si un lien sert de source à l'article, son insertion dans le texte est à faire par les notes de bas de page.
- La présentation des références doit suivre les conventions bibliographiques. Il est recommandé d'utiliser les modèles {{Ouvrage}}, {{Chapitre}}, {{Article}}, {{Lien web}} et/ou {{Bibliographie}}. Le mode d'édition visuel peut mettre en forme automatiquement les références.
- Insérer une infobox (cadre d'informations à droite) n'est pas obligatoire pour parachever la mise en page.

Pour une aide détaillée, merci de consulter Aide:Wikification.
Si vous pensez que ces points ont été résolus, vous pouvez retirer ce bandeau et améliorer la mise en forme d'un autre article.
 (août 2024).
Le combat de Josh était un mème Internet viral, un combat simulé et une collecte de fonds caritative à Air Park à Lincoln, Nebraska le 24 avril 2021. L'événement a été initialement conçu par un étudiant en génie civil nommé Josh Swain de Tucson, Arizona, le 24 avril 2020. Il a gagné en popularité après qu'une capture d'écran d'un chat de groupe Facebook Messenger impliquant plusieurs utilisateurs nommés Josh Swain s'est largement répandue sur Internet.
Swain a encouragé les participants du chat à se rendre à des coordonnées précises et à se disputer le droit d'utiliser le nom "Josh". L'événement, bien qu'initialement conçu comme une blague, a attiré une foule de près de mille personnes le jour de l'événement. Malgré le titre, le rassemblement était léger et il n'y avait aucune violence réelle impliquée. Le Wall Street Journal a écrit que l'événement est devenu un "phénomène d'actualité mondial", tandis qu'un journaliste spécialisé dans la technologie pour The Guardian l'a qualifié de "peut-être la réponse ultime à un doppelgänger en ligne".

## Contexte
Le 24 avril 2020, plusieurs utilisateurs de Facebook Messenger nommés Josh Swain ont été ajoutés à une discussion de groupe qui disait,

« - Vous vous demandez probablement pourquoi je vous ai tous rassemblés ici aujourd'hui.
- Parce que nous portons tous le même nom.... ?
- Précisément, 4/24/2021, 12:00 PM, rendez-vous à ces coordonnées, (40° 49′ 20″ N, 96° 47′ 54″ O) on se bat, celui qui gagne garde le nom, tous les autres doivent changer de nom, vous avez un an pour vous préparer, bonne chance [...] »

Swain a expliqué que l'idée de l'événement était née de l'ennui causé par les confinements du COVID-19 et de la frustration de ne pas pouvoir bénéficier d'un traitement exclusif sur les médias sociaux en raison du nombre élevé de personnes qui partageaient son nom, mais il ne s'attendait pas à ce que l'invitation devienne virale,. Swain a publié une capture d'écran de la conversation sur Twitter le même jour. Le tweet a reçu plus de 64 000 likes et 21 000 retweets en deux semaines,.
Bien que Swain ait déclaré que le tweet était "entièrement une blague", la conversation est devenue un mème sur les réseaux sociaux,. Quelques jours avant l'événement, M. Swain s'est rendu sur Reddit pour annoncer une collecte de fonds au profit de la fondation du Children's Hospital & Medical Center (CH&MC) d'Omaha, ainsi qu'une demande de denrées non périssables pour lancer une collecte de nourriture au profit de la banque alimentaire de Lincoln,. Dans le même message, Swain a encouragé les participants à apporter des frites de piscine comme fausses armes pour le combat prévu.
Swain a choisi Lincoln, Nebraska, comme site pour l'événement en raison de son emplacement central aux États-Unis, les coordonnées spécifiques choisies au hasard étant situées dans un champ sur une propriété privée. Le propriétaire du terrain, cependant, n'a pas accepté d'accueillir "un événement aussi ridicule"  et le combat a donc été déplacé à l'Air Park, à environ 4,2 km de là,.

## Événement
Le jour choisi, près d'un millier de personnes, dont au moins 50 nommés Josh, se sont rassemblées à Air Park,,. Les participants venaient d'aussi loin que New York, Washington et le Texas, certains vêtus de costumes de super-héros et de Star Wars,,. Trois "combats" ont eu lieu - un jeu de pierre-papier-ciseaux pour ceux nommés Josh Swain, un second avec des frites de piscine pour tous les participants nommés Josh, et une troisième et dernière bataille pour toute personne en possession d'une nouille de piscine souhaitant participer,.
Seules deux des personnes présentes ont été nommées "Josh Swain" - Josh Swain, le créateur de l'événement, a battu un rival Josh Swain de 38 ans d'Omaha lors de l'événement pierre papier ciseaux,. Un garçon de cinq ans, Josh Vinson Jr, surnommé "Little Josh", qui a été traité au CH&MC pour des crises d'épilepsie lorsqu'il avait deux ans, a été déclaré grand gagnant. Vinson Jr. a été couronné d'une couronne en papier de Burger King ainsi que d'une réplique de la ceinture du championnat du monde AEW,. Le père de Vinson Jr., Josh Vinson Sr., a déclaré par la suite que son fils "avait passé le meilleur moment de sa vie".
Le rassemblement a permis de recueillir 14 355 $ US pour la Children's Hospital & Medical Center Foundation  —  bien au-delà de son objectif initial de 1 000 $ US  —  et de recueillir plus de 200 livres (91 kg) de nourriture pour la banque alimentaire à proximité,. Le CH&MC a depuis montré son appréciation pour la collecte de fonds sur les réseaux sociaux. Le 6 mai, Josh Cellars, un domaine viticole californien, a décidé de tripler le don en versant 30 000 $ au CH&MC. Le Wall Street Journal a écrit que l'événement est devenu un "phénomène mondial de l'actualité".